# Soccer Trani

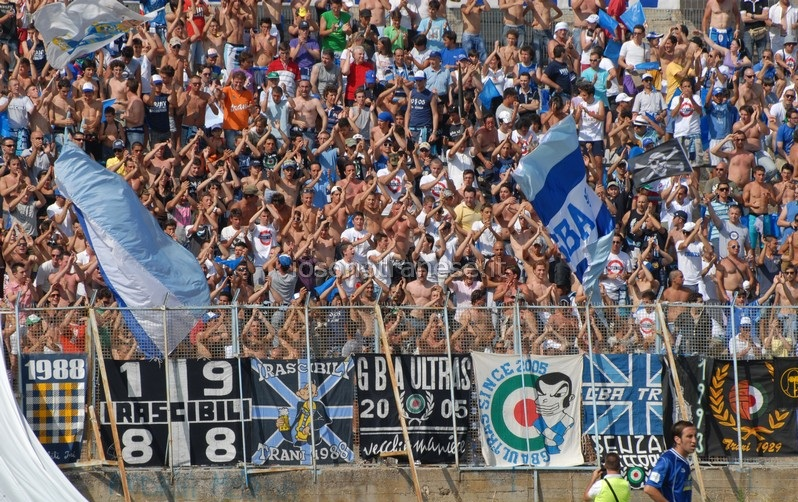
La hinchada del equipo en 2010.

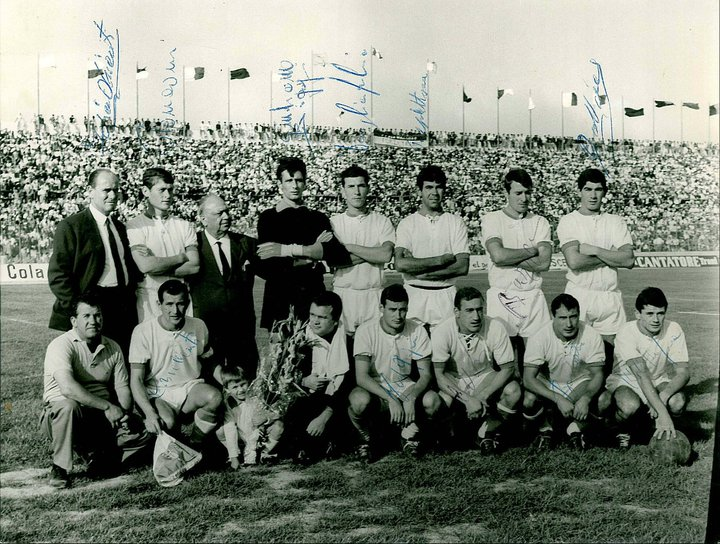
La plantilla del Trani en 1964, año de su primer ascenso a la Serie B.

El Soccer Trani es un club de fútbol de Italia, con sede en Trani, en Apulia. Fue fundado el 29 de enero de 1929 y refundado en varias ocasiones. Compite en la Promozione Puglia, sexta categoría del fútbol italiano.

## Historia
El club fue fundado el 29 de enero de 1929 como Unione Sportiva Trani. En 1949 cambió su denominación a Polisportiva Trani; bajo este nombre, el conjunto blanquiceleste participó en dos campeonatos de Serie B en los años 1960 y varios de Serie C, hasta su disolución en 1997. Después de dos años de inactividad, el 15 de junio de 1999 el equipo fue refundado como Associazione Sportiva Fortis Trani debido a la adquisición de los derechos deportivos del Libertas Barletta, club de la Promozione Apulia.
El nuevo club logró jugar algunas temporadas en Serie D, sin embargo quebró en 2013. El mismo año, el Trani fue refundado por segunda vez en su historia, adquiriendo los derechos deportivos del Terlizzi Calcio de la Eccellenza Apulia, con el nombre de Unione Sportiva Calcio Trani. En 2014 el U.S.D. Terlizzi Calcio y el A.S.D. Virtus Trani Calcio se fusionaron en la A.S.D. Vigor Trani Calcio.

## Palmarés

### Torneos interregionales
- Serie C (1): 1963-64
- Serie D (2): 1961-62 (Grupo E), 1970-71 (Grupo H)
- Campionato Interregionale (1): 1987-88 (Grupo H)
- Promozione (1): 1951-52 (Grupo N)

### Torneos regionales
- Prima Divisione Puglia (1): 1950-51 (Grupo A)
- Promozione Puglia (2): 1977-78, 1999-00
- Copa Italia de Aficionados Puglia (1): 2017-18
- Eccellenza Apulia (1): 2001-02